# 沃奇尔·立普顿
沃奇尔·立普顿律师事务所（Wachtell, Lipton, Rosen & Katz）是一家世界著名的美国律師事務所，成立于1965年，总部位於美國纽约市。该律所以其在兼并收购、诉讼等方面的出色业务而闻名。不管是从每名律师的创收，还是从每名权益合伙人的创收来看，该所都是世界上平均创收最高的律所。该所给律师的奖金经常能使得律师工资翻倍。该所在向客户收费时，不是按照律师工作的小时数收取，而是按照交易金额的比例抽成。
该所创始合伙人之一的马丁·利普顿（Martin Lipton）发明了毒丸计划，用于抵御恶意收购。